# Мо (виконтство)
Виконтство Мо (Vicomté de Meaux) — феодальное владение в средневековой Франции.
Первоначально являлось вассалом графов Вермандуа.
Виконты:
- Гуго I (ум. 1111), сеньор д’Уази, шателен Камбре. Сын Гуго, шателена Дуэ. Упоминается в качестве виконта Мо в хартии 1096 года.
- Гуго II д’Уази (ум. после 1133), сын предыдущего
- Симон д’Уази (ум. до 1171), сын.
- Гуго III д’Уази (ум. 1189), сын Симона.
- Хильдиарда (Хильдегарда) д’Уази (ум. до 1177), дочь Симона. Жена Андре де Монмирайля (ум. 1177/80), сеньора де ла Ферте-Гоше.
- Жан I Счастливый (1167—1217), барон де Монмирайль, виконт Мо и Ферте-Анку, шателен Камбре и Дуэ, их сын.
- Жан II (ум. 1240), сын
- Матье (ум. 1262), брат предыдущего
- Мария (ум. 20.09.1272), сестра двух предыдущих. Жена Ангеррана III, сеньора де Куси.
- Ангерран III, сеньор де Куси, муж Марии, виконт Мо с 1262 г.
- Ангерран IV де Куси (ум. 1310)
- Жан III де Гин (ум. после 1323), племянник предыдущего, сын Аликс де Куси и Арнуля III, графа де Гин.
- Жанна де Гин (ок. 1320 — ум. до 1344), дочь Жана III, в 1323 году вышла замуж за Гоше де Шатильона (1320—1377).
- Гоше де Шатильон, муж Жанны де Гин, после смерти тестя и до смерти жены носил титул виконта Мо.
- Ангерран де Куси (ум. 1344), третий сын Ангеррана V, сеньора де Куси, двоюродный брат Жанны де Гин, после смерти которой унаследовал виконтство Мо.
- Филипп де Куси (1344—1350), сын.
- Жанна де Куси (1350—1368), дочь Филиппа, жена Жана де Шатильона, сеньора де Дампьер. Возможно, она не была виконтессой.
- Алиенора де Куси (ум. 1371), сестра Жанны.
- Роберт де Бетюн (1371—1408), племянник Филиппа де Куси.
- Жанна де Бетюн, дочь Роберта. Вышла замуж за Роберта Барского, графа Марля и Суассона.
- Жанна Барская, их дочь. Жена Людовика Люксембургского, коннетабля Франции.
- Пьер Люксембургский (ум. 1482), граф де Сен-Поль, их сын.
- Мария Люксембургская (ум. 1547), дочь Пьера, жена Франсуа де Бурбона, графа Вандома.
- Луи де Бурбон (1547—1557), их сын, архиепископ Санса, кардинал.
- Луи де Бурбон, принц де Конде (1557—1569), племянник.
- Анри де Бурбон, принц де Конде (1569—1588), сын.
- Анри де Бурбон, сын предыдущего. В 1627 году (13 августа) продал виконтство Мо Максимильену I де Бетюну, герцогу Сюлли, который в том же году подарил его внуку Филиппу (ум. 1682). Тот, не имея прямых наследников (его единственная дочь постриглась в монахи), в 1640 г. уступил виконтство своему двоюродному брату Максимильену III де Бетюну, герцогу Сюлли.